# Stadsprijs Geraardsbergen 1956
De 25e editie van de Belgische wielerwedstrijd Stadsprijs Geraardsbergen werd verreden op 29 augustus 1956. De start en finish vonden plaats in Geraardsbergen. De winnaar was Michel Van Aerde, gevolgd door Lucien Mathys en Pino Cerami.

## Uitslag
| Stadsprijs Geraardsbergen 1956 |                  |                       |      |
| Plaats                         | Naam             | Ploeg                 | Tijd |
| Winnaar                        | Michel Van Aerde | Mercier-BP-Hutchinson |      |
| 2                              | Lucien Mathys    | Groene Leeuw          |      |
| 3                              | Pino Cerami      | Elvé-Peugeot          |      |

1912 · 1913 · 1914–1926 · 1927 · 1928–1932 · 1933 · 1934 · 1935 · 1936 · 1937 · 1938 · 1939 · 1940 · 1941 · 1942 · 1943 · 1944 · 1945 · 1946 · 1947 · 1948 · 1949 · 1950 · 1951 · 1952 · 1953 · 1954 · 1955 · 1956 · 1957 · 1958 · 1959 · 1960 · 1961 · 1962 · 1963 · 1964 · 1965 · 1966 · 1967 · 1968 · 1969 · 1970 · 1971 · 1972 · 1973 · 1974 · 1975 · 1976 · 1977 · 1978 · 1979 · 1980 · 1981 · 1982 · 1983 · 1984 · 1985 · 1986 · 1987 · 1988 · 1989 · 1990 · 1991 · 1992 · 1993 · 1994 · 1995 · 1996 · 1997 · 1998 · 1999 · 2000 · 2001 · 2002 · 2003 · 2004 · 2005 · 2006 · 2007 · 2008 · 2009 · 2010 · 2011 · 2012 · 2013 · 2014 · 2015 · 2016 · 2017 · 2018 · 2019 · 2020 · 2021 · 2022